# مرتب‌سازی مجاور-نگاشت

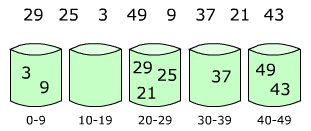
اعضای آرایه با توجه به مقدارشان در سطل متناظرشان قرار می‌گیرند.

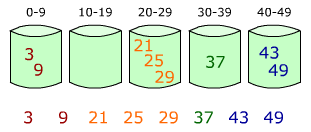
در مرتب‌سازی سطلی بعد از پر شدن تمام سطل‌ها، عناصرِ هر سطل مرتب می‌شوند
اما در این نوع مرتب‌سازی، درجِ یک عنصر در سطل به روش درج در مرتب‌سازی درجی انجام می‌شود. (عنصر در دستهٔ مرتب شده قرار می‌گیرد)

مرتب‌سازی مجاور-نگاشت (به انگلیسی: ProxmapSort) یک نوع الگوریتم مرتب‌سازی است که با دسته‌بندی آرایه ای از داده‌ها یا کلیدها به چند «زیر آرایه» (که در مرتب‌سازی سطلی، سطل نامیده می‌شوند) انجام می‌شود.
ریشهٔ نام این الگوریتم از «مجاورت» و «نگاشت» می‌آید. با یک «مجاورت نگاشتی» که برای هر کلید K شروع زیر آرایه (سطل) را نشان می‌دهد به طوری که K در ترتیب مرتب نهایی قرار گیرد. کلیدها با استفاده از روش مشابه در مرتب‌سازی درجی در هر سطل درج می‌شوند.
اگر کلیدها بین زیر آرایه‌ها «خوب توزیع شده» باشند، مرتب‌سازی در زمان خطی رخ می‌دهد.
می‌توان گفت این الگوریتم ترکیبی از مرتب‌سازی سطلی و مبنایی است.
پس از اتمام مرتب‌سازی مجاور-نگاشت، در صورتی که کلیدها خوب توزیع شده باشند، جستجوی مجاور-نگاشت می‌تواند کلید را در {\displaystyle O(1)} پیدا کند.
این دو الگوریتم در اواخر دهه ۱۹۸۰ توسط پروفسور توماس در دانشگاه کالیفرنیا، ارواین اختراع شد.

### اساس روش الگوریتم
فرض کنید آرایه A با n تا کلید داده شده‌است:
1. Initialize: 2 آرایه با اندازه n: hitCount , proxMap و ۲ آرایه A .l طول: مکان و A2 را ایجاد و اولیه کنید.
2. پارتیشن: با استفاده از یک تابع MapKey با دقت انتخاب شده، A2 را با استفاده از کلیدها در A در زیرزمینها تقسیم کنید
3. پراکندگی: بیش از A را بخوانید، و هر کلید را در سطل A2 خود قرار دهید. مرتب‌سازی درج در صورت لزوم
4. جمع‌آوری: از زیر زمین‌ها به ترتیب بازدید کنید و تمام عناصر را به آرایه اصلی برگردانید، یا به سادگی از A2 استفاده کنید.

توجه: «کلیدها» همچنین ممکن است شامل داده‌های دیگری باشد، به عنوان مثال آرایه ای از اشیاء دانشجویی که شامل کلید به علاوه شناسه و نام دانشجو می‌باشد. این امر باعث می‌شود ProxMapSort برای سازماندهی گروه‌های اشیاء، نه فقط خود کلیدها، مناسب باشد.

### مثال
یک آرایه کامل را در نظر بگیرید: A [0 تا n-1] با کلید N. بگذارید من یک فهرست از کلیدهای A. طبقه‌بندی A در آرایه A2 با اندازه مساوی باشم.
عملکرد کلید نقشه به صورت MapKey (کلید) = طبقه (K) تعریف شده‌است.
| A1 | ۶٫۷ | ۵٫۹ | ۸٫۴ | ۱٫۲ | ۷٫۳ | ۳٫۷ | ۱۱٫۵ | ۱٫۱ | ۴٫۸ | ۰٫۴ | ۱۰٫۵ | ۶٫۱  | ۱٫۸  |
| H  | ۱   | ۳   | ۰   | ۱   | ۱   | ۱   | ۲    | ۱   | ۱   | ۰   | ۱    | ۱    |      |
| P  | ۰   | ۱   | -۹  | ۴   | ۵   | ۶   | ۷    | ۹   | ۱۰  | -۹  | ۱۱   | ۱۲   |      |
| L  | ۷   | ۶   | ۱۰  | ۱   | ۹   | ۴   | ۱۲   | ۱   | ۵   | ۰   | ۱۱   | ۷    | ۱    |
| A2 | ۰٫۴ | ۱٫۱ | ۱٫۲ | ۱٫۸ | ۳٫۷ | ۴٫۸ | ۵٫۹  | ۶٫۱ | ۶٫۷ | ۷٫۳ | ۸٫۴  | ۱۰٫۵ | ۱۱٫۵ |

### شبه کد
```
// compute hit counts

for
 
i
 
=
 
0
 
to
 
11
 
// where 11 is n

{

    
H
[
i
]
 
=
 
0
;

}

for
 
i
 
=
 
0
 
to
 
12
 
// where 12 is A.length

{

    
pos
 
=
 
MapKey
(
A
[
i
]
);

    
H
[
pos
]
 
=
 
H
[
pos
]
 
+
 
1
;

}

runningTotal
 
=
 
0
;
 
// compute prox map – location of start of each subarray

for
 
i
 
=
 
0
 
to
 
11

    
if
 
H
[
i
]
 
=
 
0

        
P
[
i
]
 
=
 
-
9
;

    
else

        
P
[
i
]
 
=
 
runningTotal
;

        
runningTotal
 
=
 
runningTotal
 
+
 
H
[
i
]
;

for
 
i
 
=
 
0
 
to
 
12
 
// compute location – subarray – in A2 into which each item in A is to be placed

    
L
[
i
]
 
=
 
P
[
MapKey
(
A
[
i
]
)
]
;

for
 
I
 
=
 
0
 
to
 
12
;
 
// sort items

    
A2
[
I
]
 
=
 
<
empty
>
;

for
 
i
 
=
 
0
 
to
 
12
 
// insert each item into subarray beginning at start, preserving order

{

    
start
 
=
 
L
[
i
]
;
 
// subarray for this item begins at this location

    
insertion
 
made
 
=
 
false
;

    
for
 
j
 
=
 
start
 
to
 
(

!
 
e
 
end
 
of
 
A2
 
is
 
found
,
 
and
 
insertion
 
not
 
made
 
|
 
)

    
{

        
if
 
A2
[
j
]
 
==
 
<
empty
>
 
// if subarray empty, just put item in first position of subarray

            
A2
[
j
]
 
=
 
A
[
i
]
;

            
insertion
 
made
 
=
 
true
;

        
else
 
if
 
A
[
i
]
 
<
 
A2
[
j
]
 
// key belongs at A2[j]

            
int
 
end
 
=
 
j
 
+
 
1
;
 
// find end of used part of subarray – where first <empty> is

            
while
 
(
A2
[
end
]
 
!=
 
<
empty
>
)

                
end
++
;

            
for
 
k
 
=
 
end
 
-
1
 
to
 
j
 
// move larger keys to the right 1 cell

                
A2
[
k
+
1
]
 
=
 
A2
[
k
]
;

                
A2
[
j
]
 
=
 
A
[
i
]
;

            
insertion
 
made
 
=
 
true
;
 
// add in new key

    
}

}

```

 در اینجا یک آرایه به مرتب است و توابع mapKey تعیین تعداد subarrays استفاده کنید. به عنوان مثال، کف (K) به سادگی به عنوان تعداد زیر قطعه به عنوان تعداد صحیح از داده‌ها در A اختصاص می‌دهد. تقسیم کلید به‌طور ثابت باعث می‌شود تعداد زیردریایی‌ها کاهش یابد. از توابع مختلف می‌توان برای ترجمه طیف وسیعی از عناصر در A به زیرزمینها، از جمله تبدیل حروف A-Z به ۰–۲۵ یا بازگشت شخصیت اول (۰–۲۵۵) برای مرتب‌سازی رشته‌ها استفاده کرد. زیر بخش‌ها به محض ورود داده‌ها طبقه‌بندی می‌شوند، نه بعد از قرار دادن تمام داده‌ها در زیرزمین، همان‌طور که در مرتب‌سازی سطل معمولی است.

## جستجوی Proxmap
ProxmapSearch از آرایه proxMap تولید شده توسط ProxmapSort که قبلاً انجام شده‌است استفاده می‌کند تا بتواند کلیدها را در آرایه مرتب شده A2 در زمان ثابت پیدا کند.

### استراتژی اساسی
- مرتب کردن کلیدها با استفاده از ProxmapSort، نگه داشتن عملکرد MapKey و آرایه‌های P و A2
- برای جستجوی یک کلید، به قسمت P [MapKey (k)]، شروع فرعی که حاوی کلید است، بروید، اگر این کلید در مجموعه داده‌ها باشد
- پیاپی زیر زمین را جستجو کنید. اگر کلید پیدا شد، آن را بازگردانید (و اطلاعات مرتبط) اگر مقدار بیشتری از کلید پیدا کنید، کلید در مجموعه داده‌ها نیست
- محاسبه P [MapKey (k)] طول می‌کشد {\displaystyle O(1)} زمان. اگر در هنگام مرتب‌سازی از یک کلید نقشه که توزیع خوبی از کلیدها دارد استفاده می‌شد، هر زیرانداز در بالا با یک c ثابت محدود می‌شود، بنابراین در بیشتر c مقایسه‌ها برای یافتن کلید یا دانستن وجود آن لازم است؛ بنابراین ProxmapSearch است {\displaystyle O(1)} . اگر از بدترین کلید نقشه استفاده شد، تمام کلیدها در یک زیرگذر یکسان هستند، بنابراین ProxmapSearch، در این بدترین حالت، به {\displaystyle O(n)} مقایسه

### Pseudocode
```
function
 mapKey(key)
 
return
 floor(key)
```

```
 proxMap ← previously generated proxmap array of size n
 A2 ← previously sorted array of size n

function
 proxmap-search(key)
 
for
 i = proxMap[mapKey(key)] 
to
 length(array)-1
 
if
 (sortedArray[i].key == key)
 
return
 sortedArray[i]
```

## تحلیل و بررسی

### کارایی
محاسبات H , P و L همه را در نظر می‌گیرد {\displaystyle O(n)} زمان. هر یک با یک گذر از یک آرایه محاسبه می‌شود، با زمان ثابت صرف شده در هر مکان آرایه.
- بدترین حالت: MapKey همه موارد را در یک زیرسطح قرار می‌دهد، و در نتیجه مرتب‌سازی استاندارد و زمان زمان‌بندی درج می‌شود {\displaystyle O(n^{2})} .
- بهترین مورد: MapKey تعداد کمی از موارد مشابه را به ترتیب به جایی می‌دهد که بهترین مورد درج درج است. هر نوع درج است {\displaystyle O(c)} ، ج اندازه subarrays؛ بنابراین زیر قطعه p وجود دارد p * c = n، بنابراین مرحله درج O (n) را می‌گیرد؛ بنابراین، ProxmapSort است {\displaystyle O(n)} .
- حالت متوسط: هر زیرانداز حداکثر اندازه c، یک ثابت است. مرتب‌سازی درج برای هر زیر قطعه سپس O (c ^ 2) در بدترین حالت - ثابت است. (زمان واقعی می‌تواند بسیار بهتر باشد، زیرا موارد c تا زمانی که آخرین مورد در سطل قرار نگیرد مرتب نشده‌اند). زمان کل تعداد سطل‌ها، (n / c)، بار است {\displaystyle O(c^{2})} = {\displaystyle O(n)} .

داشتن یک عملکرد خوب MapKey برای جلوگیری از بدترین حالت ضروری است. ما باید چیزی در مورد توزیع داده‌ها بدانیم تا یک کلید خوب به وجود بیاید.

### بهینه‌سازی
1. صرفه جویی در وقت: مقادیر MapKey (i) را ذخیره کنید، بنابراین لازم نیست آنها دوباره حساب شوند (همان‌طور که در کد بالا وجود دارد)
2. صرفه جویی در فضا: proxMaps را می‌توان در آرایه hitCount ذخیره کرد، زیرا به محاسبه تعداد پروگزما نیازی به شمارش ضربه نیست. اگر بخاطر داشته باشید که مقادیر A تاکنون مرتب شده‌اند، و داده‌ها می‌توانند به جای استفاده از A2، مرتب شوند.

پیاده‌سازی کد JavaScript: 
```
Array
.
prototype
.
ProxmapSort
 
=
 
function
()

{
//-- Edit date: 2019/11/13 Taiwan --//

  
var
 
start
 
=
 
0
;

  
var
 
end
 
=
 
this
.
length
;

  
var
 
A2
 
=
 
new
 
Array
(
end
);

  
var
 
MapKey
 
=
 
new
 
Array
(
end
);

  
var
 
hitCount
 
=
 
new
 
Array
(
end
);

  
for
 
(
var
 
i
 
=
 
start
;
 
i
 
<
 
end
;
 
i
++
){
hitCount
[
i
]
 
=
 
0
;}

  
var
 
min
 
=
 
this
[
start
];

  
var
 
max
 
=
 
this
[
start
];

  
for
 
(
var
 
i
 
=
 
start
+
1
;
 
i
 
<
 
end
;
 
i
++
){

    
if
 
(
this
[
i
]
 
<
 
min
){
min
 
=
 
this
[
i
];}

    
else
{
if
 
(
this
[
i
]
 
>
 
max
){
max
 
=
 
this
[
i
];}}

  
}

  
//Optimization 1.Save the MapKey[i].

  
for
 
(
var
 
i
 
=
 
start
;
 
i
 
<
 
end
;
 
i
++
){

    
MapKey
[
i
]
 
=
 
Math
.
floor
(((
this
[
i
]
 
-
 
min
 
)
 
/
 
(
max
 
-
 
min
 
))
 
*
 
(
end
 
-
 
1
));

    
hitCount
[
MapKey
[
i
]]
++
;

  
}

  
//Optimization 2.ProxMaps store in the hitCount.

  
hitCount
[
end
-
1
]
 
=
 
end
 
-
 
hitCount
[
end
-
1
];

  
for
 
(
var
 
i
 
=
 
end
-
1
;
 
i
 
>
 
start
;
 
i
--
){

    
hitCount
[
i
-
1
]
 
=
 
hitCount
[
i
]
 
-
 
hitCount
[
i
-
1
];

  
}

  
//insert A[i]=this[i] to A2 correct position

  
var
 
insertIndex
 
=
 
0
;

  
var
 
insertStart
 
=
 
0
;

  
for
 
(
var
 
i
 
=
 
start
;
 
i
 
<
 
end
;
 
i
++
){

    
insertIndex
 
=
 
hitCount
[
MapKey
[
i
]];

    
insertStart
 
=
 
insertIndex
;

    
while
(
A2
[
insertIndex
]
 
!=
 
null
){
insertIndex
++
;}

    
while
(
insertIndex
 
>
 
insertStart
 
&&
 
this
[
i
]
 
<
 
A2
[
insertIndex
-
1
]){

      
A2
[
insertIndex
]
 
=
 
A2
[
insertIndex
-
1
];

      
insertIndex
--
;

    
}

    
A2
[
insertIndex
]
 
=
 
this
[
i
];

  
}

  
for
 
(
var
 
i
 
=
 
start
;
 
i
 
<
 
end
;
 
i
++
){
this
[
i
]
 
=
 
A2
[
i
];}

};

```

### مقایسه با الگوریتم‌های مرتب‌سازی دیگر
از آنجا که ProxmapSort یک نوع مقایسه نیست، محدودیت پایین Ω (n log n) غیرقابل استفاده است.  سرعت آن را می‌توان به این که نمی مبتنی بر مقایسه و با استفاده از آرایه به جای اشیاء پویا اختصاص داده و اشاره گر است که باید دنبال شود، مانند این است که با زمانی که با استفاده از یک انجام منسوب درخت جستجوی دودویی.
ProxmapSort امکان استفاده از ProxmapSearch را فراهم می‌کند. علی‌رغم زمان ساخت O (n)، ProxMapSearch با این کار می‌کند {\displaystyle O(1)} زمان دسترسی متوسط، و آن را برای بانکهای اطلاعاتی بزرگ بسیار جذاب می‌کند. اگر نیازی به به روزرسانی داده‌ها نباشد، زمان دسترسی ممکن است این عملکرد را نسبت به سایر انواع مبتنی بر مرتب‌سازی غیر مقایسه مقایسه کند.

### نوع سطل عمومی مربوط به مرتب‌سازی پروکس-مپ
مانند ProxmapSort، سطل مرتب کردن بر اساس به‌طور کلی در یک لیست از n ورودی عددی بین صفر و برخی از کلید حداکثر یا ارزش M و تقسیم وسیعی ارزش به n سطل هر یک از اندازه M / N عمل می‌کند. اگر هر سطل با استفاده از مرتب‌سازی درج طبقه بندی شده باشد، ProxmapSort و مرتب‌سازی سطل می‌توانند در زمان خطی پیش‌بینی شده اجرا شوند.  با این حال، عملکرد این نوع تنزل با خوشه (یا بیش از حد چند سطل با بیش از حد بسیاری از کلیدهای)؛ اگر بسیاری از مقادیر در نزدیکی اتفاق بیفتد، همه در یک سطل واحد قرار می‌گیرند و عملکرد به شدت کاهش می‌یابد. این رفتار همچنین برای ProxmapSort حائز اهمیت است: اگر سطل‌ها خیلی بزرگ باشند، عملکرد آن به شدت کاهش می‌یابد.